# Monte Oronaye
Il monte Oronaye (Tête de Moïse in francese) è una montagna di 3.100 metri delle Alpi Cozie situata lungo la linea di confine tra l'Italia e la Francia. Si trova inoltre lungo lo spartiacque tra la valle Maira e la Valle dell'Ubayette, in territorio francese.

## Descrizione

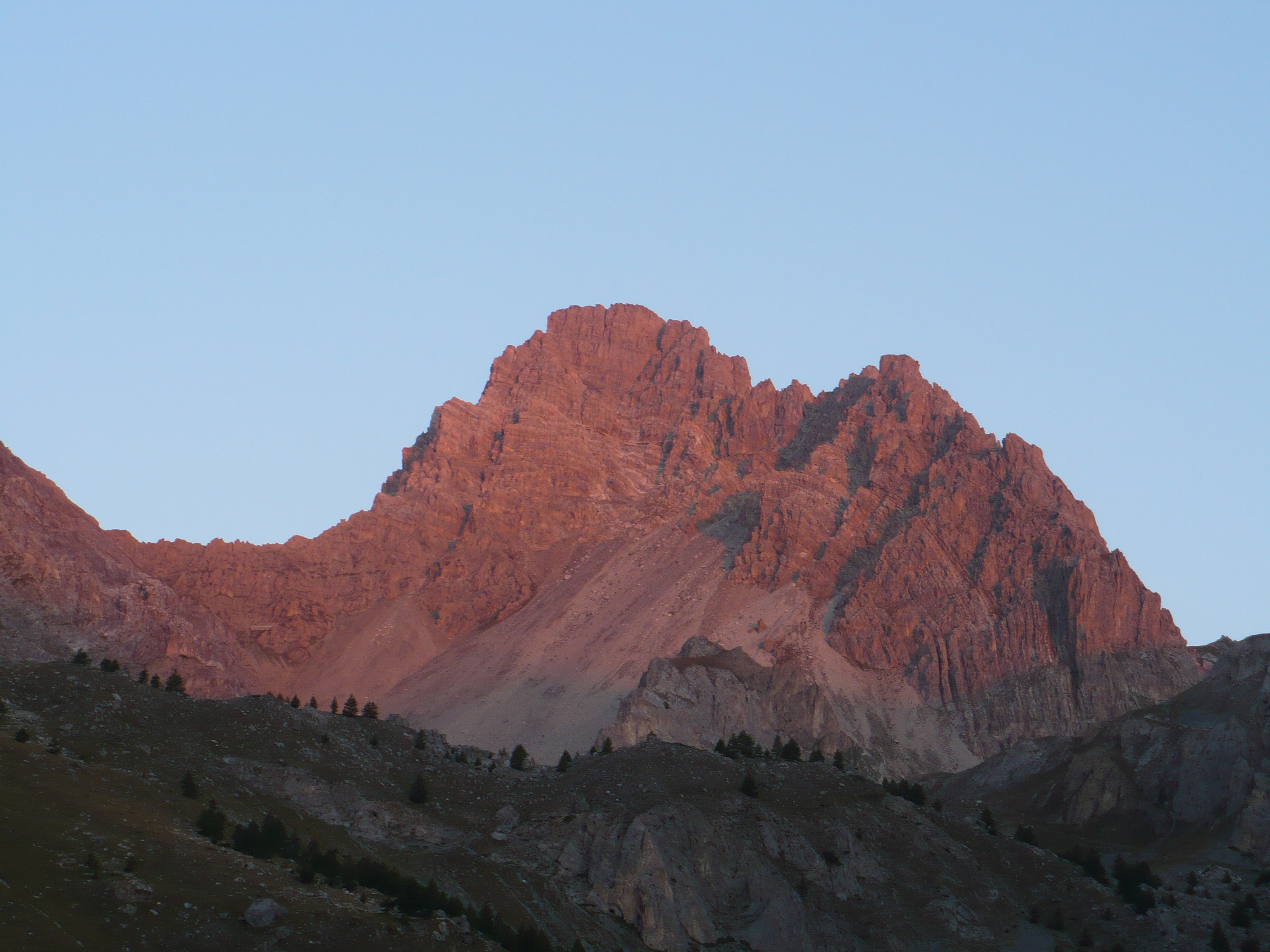
Vista del monte Oronaye dal vallone Enchiausa in alta valle Maira alle prime luci del mattino.

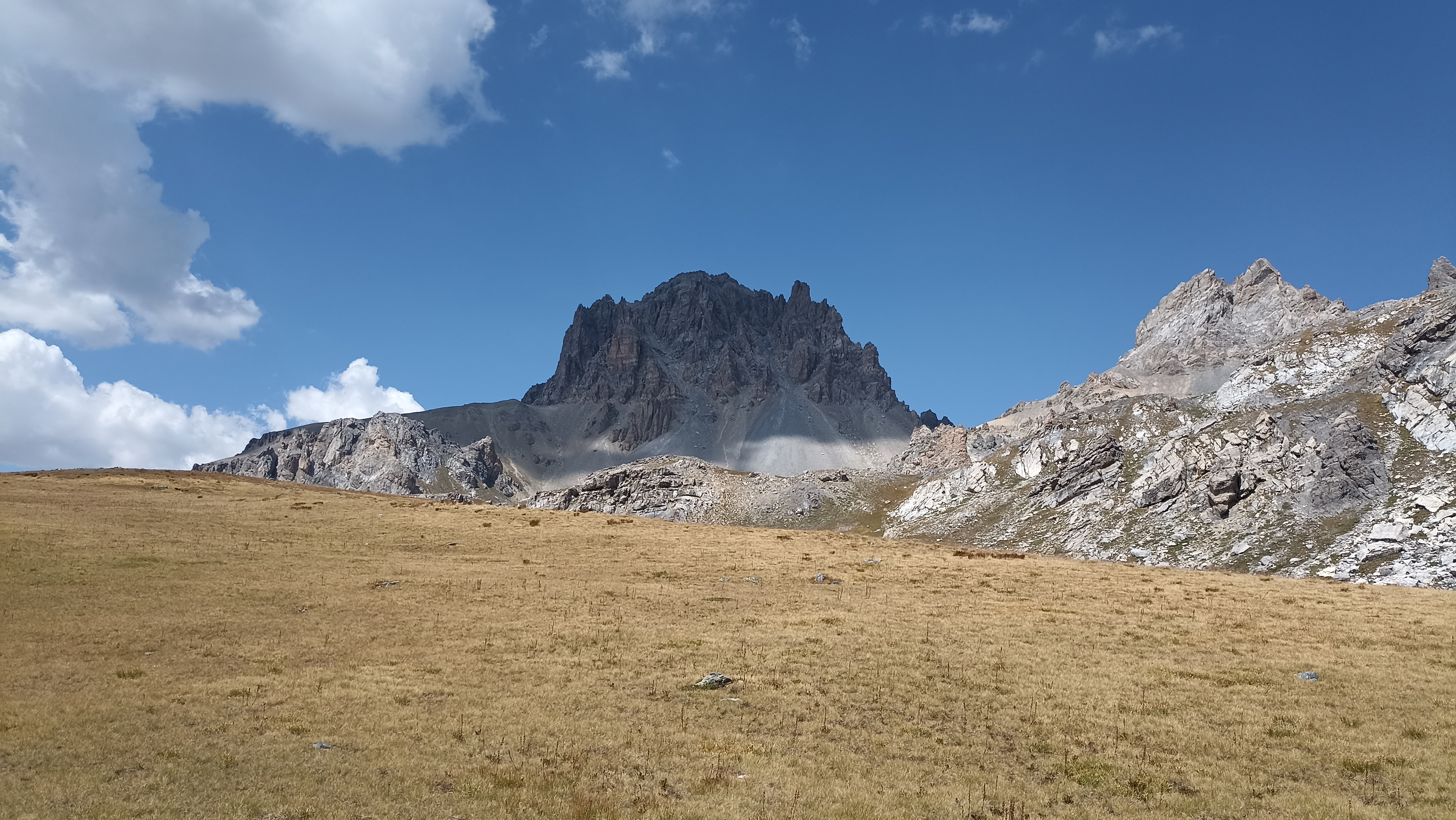
Il monte visto dal colle di Roburent.

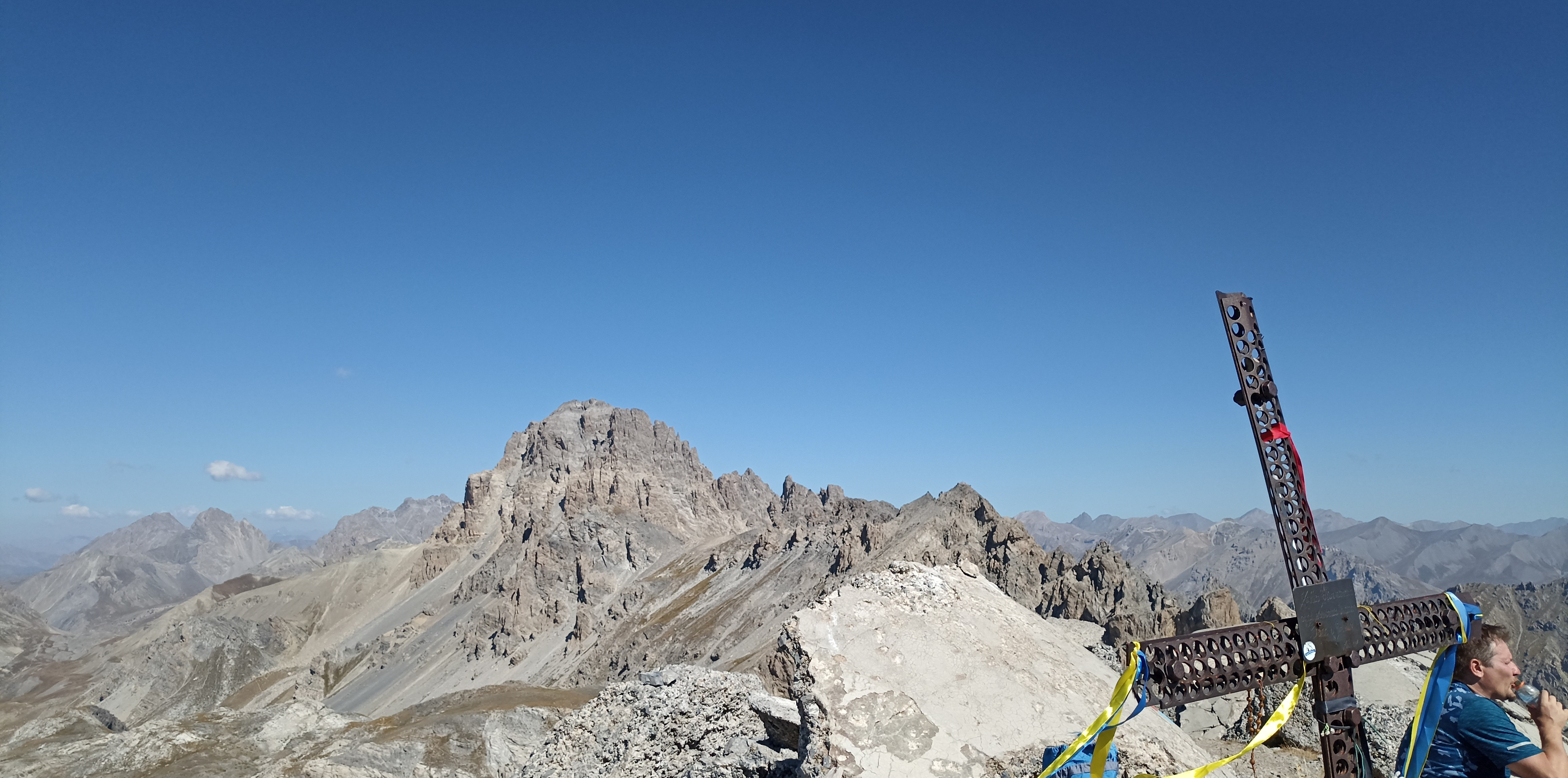
la montagna vista dalla vetta del monte Scaletta.

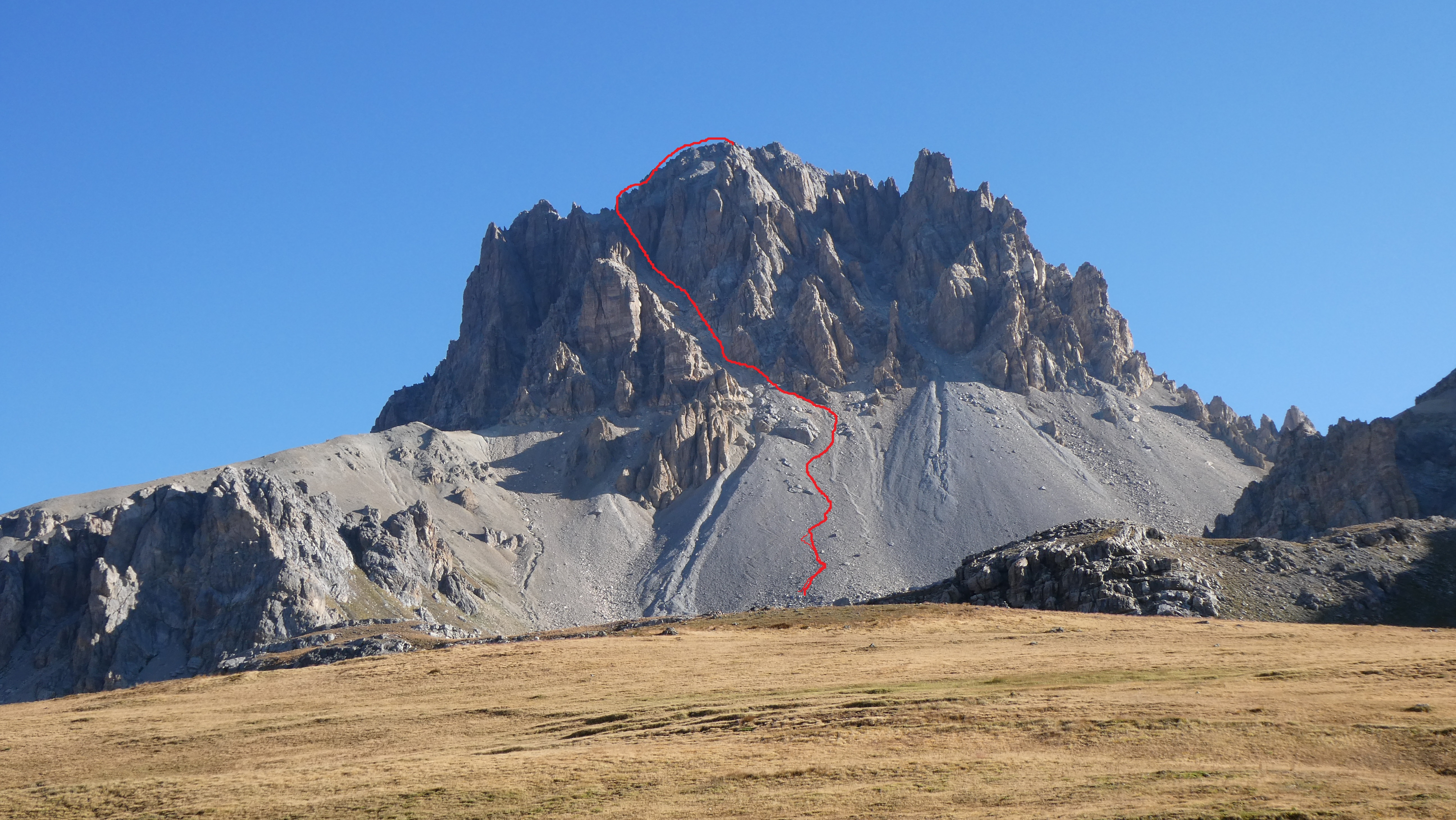
Il monte visto dal colle Roburent e con indicata la via normale di salita.

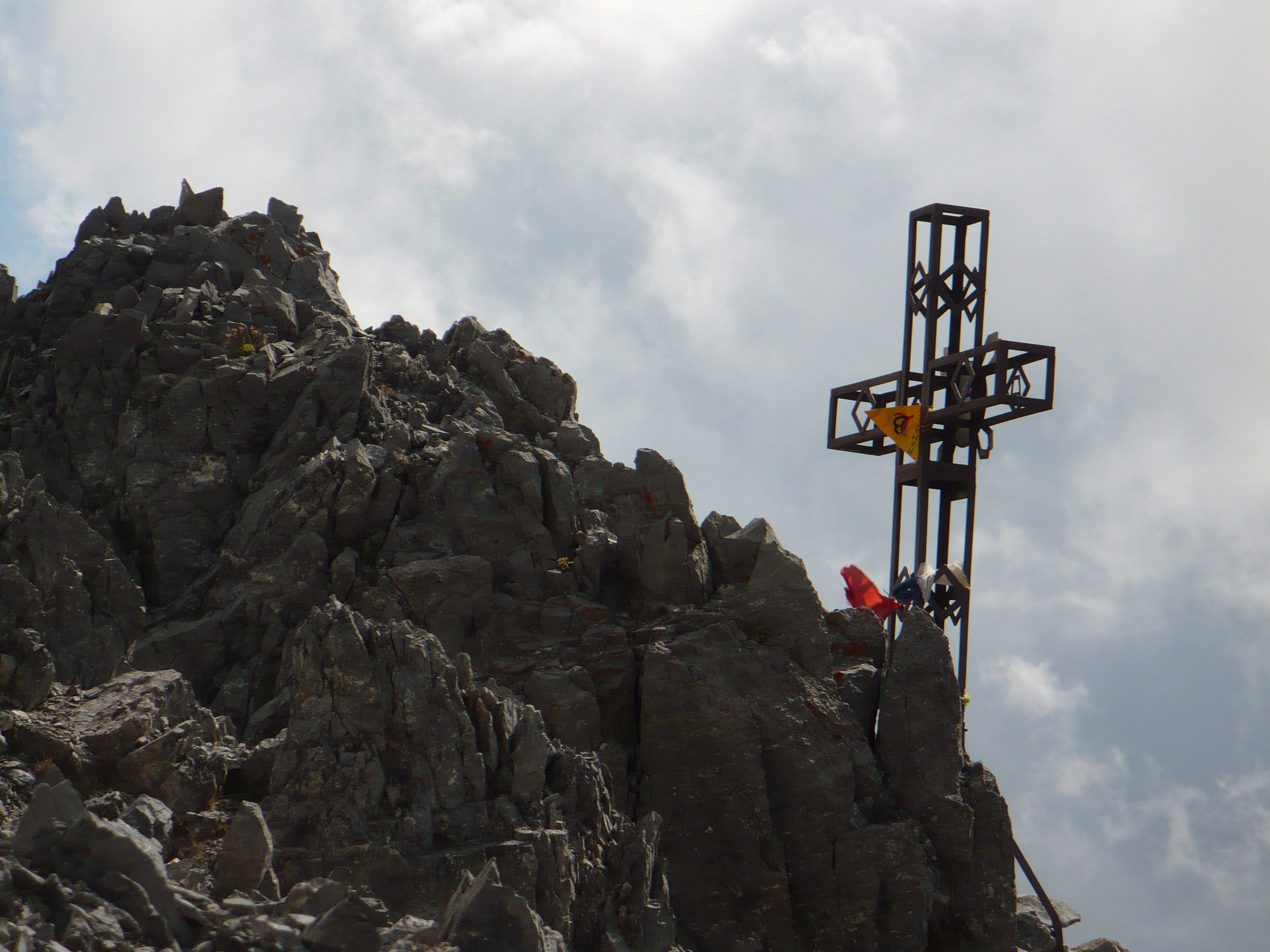
La croce di vetta

L'Oronaye è il primo massiccio delle Alpi Cozie che si incontra percorrendole da sud, ovvero dal Colle della Maddalena.
Si trova sullo spartiacque alpino principale, sul confine tra la valle dell'Ubaye in Francia e la val Maira in Italia. Nella parte italiana appartiene, dal punto di vista amministrativo, alla provincia di Cuneo; nella parte francese appartiene al dipartimento delle Alpi dell'Alta Provenza. Si presenta come una massiccia sporgenza calcarea sulla cresta principale, dai fianchi dirupati in tutte le direzioni.
Dal punto di vista geologico, la montagna è formata da un calcare dolomitico del Trias medio, che si appoggia su una base di marmi fratturati e flysch neri. La roccia che la compone è notevolmente friabile; l'attività alpinistica richiede quindi preferenzialmente l'utilizzo del caschetto.

## Ascensione alla vetta
La via normale prevede la risalita dal sentiero che parte dal Colle della Maddalena, situato in cima alla valle Stura (CN). Il sentiero parte nei pressi di una fonte sul lato nord della strada sul lato francese del passo. Si segue il corso del torrente Oronaye e si prosegue lungo la vallata fino a raggiungere il Lago dell'Oronaye. Passato il lago si prosegue lungo il sentiero che costeggia a sinistra una cresta fino a raggiungere un canalone sotto il quale è posizionato un evidente masso a forma di rombo. Si risale il canalone che risulta molto faticoso a causa della pendenza e del terreno detritico molto instabile, superato il masso romboidale ci si tiene sempre a ridosso della parete rocciosa dove sono presenti tacche rosse. Arrivati finalmente alla bocchetta in cima al canalone, si prosegue a destra lungo una serie di canalini rocciosi ben appigliati (II e III grado) e infine si sbuca sulla cresta fino a raggiungere tramite sentiero la vetta e la grande croce metallica. Il percorso completo contempla un dislivello di circa 1100 m; il grado di difficoltà del percorso, di tipo alpinistico, è classificato F.
Un'altra via di salita prevede la partenza dalla Valle Maira, in particolare dalla località Viviere (1.713 m) che si trova appena sopra a Pratorotondo (1.629 m), frazione di Acceglio. Da Viviere occorre percorrere il vallone Enchiausa fino ad arrivare al bivacco Enrico e Mario (2.650 m) ed al Colle Feuillas (2.749 m). Di qui si scende in territorio francese (valle Ubaye) e si sale lungo lo stesso canalone ghiaioso che si raggiunge partendo dal colle della Maddalena. In questo caso la risalita prevede un dislivello di oltre 1400 metri; il grado di difficoltà è valutata in F+.

### Accesso invernale
Per accedere d'inverno alla vetta si può effettuare l'avvicinamento con gli sci o con le ciaspole, con partenza dal colle della Maddalena, e risalire poi il canale terminale con piccozza e ramponi.

## Via Ferrata degli Alpini
La Via Ferrata degli Alpini fu realizzata negli anni trenta dagli alpini del Battaglione Dronero per scopi militari di osservazione. La Ferrata, restaurata negli anni 2010-2012, è accessibile dalla Valle Maira, dalla borgata Viviere di Acceglio, seguendo l'itinerario di accesso alla vetta fino al Bivacco Enrico e Mario (2.650 m). Svoltando a destra in direzione dell'Oronaye, su ripido pendio si segue l'evidente traccia che punta in salita per ghiaioni, verso la cresta nord-est (ancoraggi in loco). La Ferrata vera e propria è caratterizzata dalla presenza di due cavi paralleli, quello degli anni trenta con ogive di legno inglobate in esso per migliore presa delle mani e quello di sicurezza per l'assicurazione; l'ultimo tratto, che raggiunge la Cima Dronero (3.050 m), è costituito da una lunga scala in ferro.
La Ferrata non raggiunge la vetta vera e propria dell'Oronaye; dalla Cima Dronero il percorso è di tipo alpinistico con difficoltà fino al IV su roccia poco solida.
Dalla fine della ferrata per arrivare sulla cima occorre proseguire alcuni metri con cavo e assicurazioni sul posto, fare una discesa in corda doppia di ca. 7-10 m, risalire una placca di roccia e proseguire per cresta fino alla punta. Il percorso è attrezzato con soste di ancoraggio. Le difficoltà non sono elevate, ma bisogna porre molta attenzione alle pietre instabili.